# Hypotrachyna hnatiukii
Hypotrachyna hnatiukii är en lavart som beskrevs av Louwhoff & Elix. Hypotrachyna hnatiukii ingår i släktet Hypotrachyna och familjen Parmeliaceae.   Inga underarter finns listade i Catalogue of Life.